# 措爾格河
51°27′8.5″N 10°54′11.5″E / 51.452361°N 10.903194°E

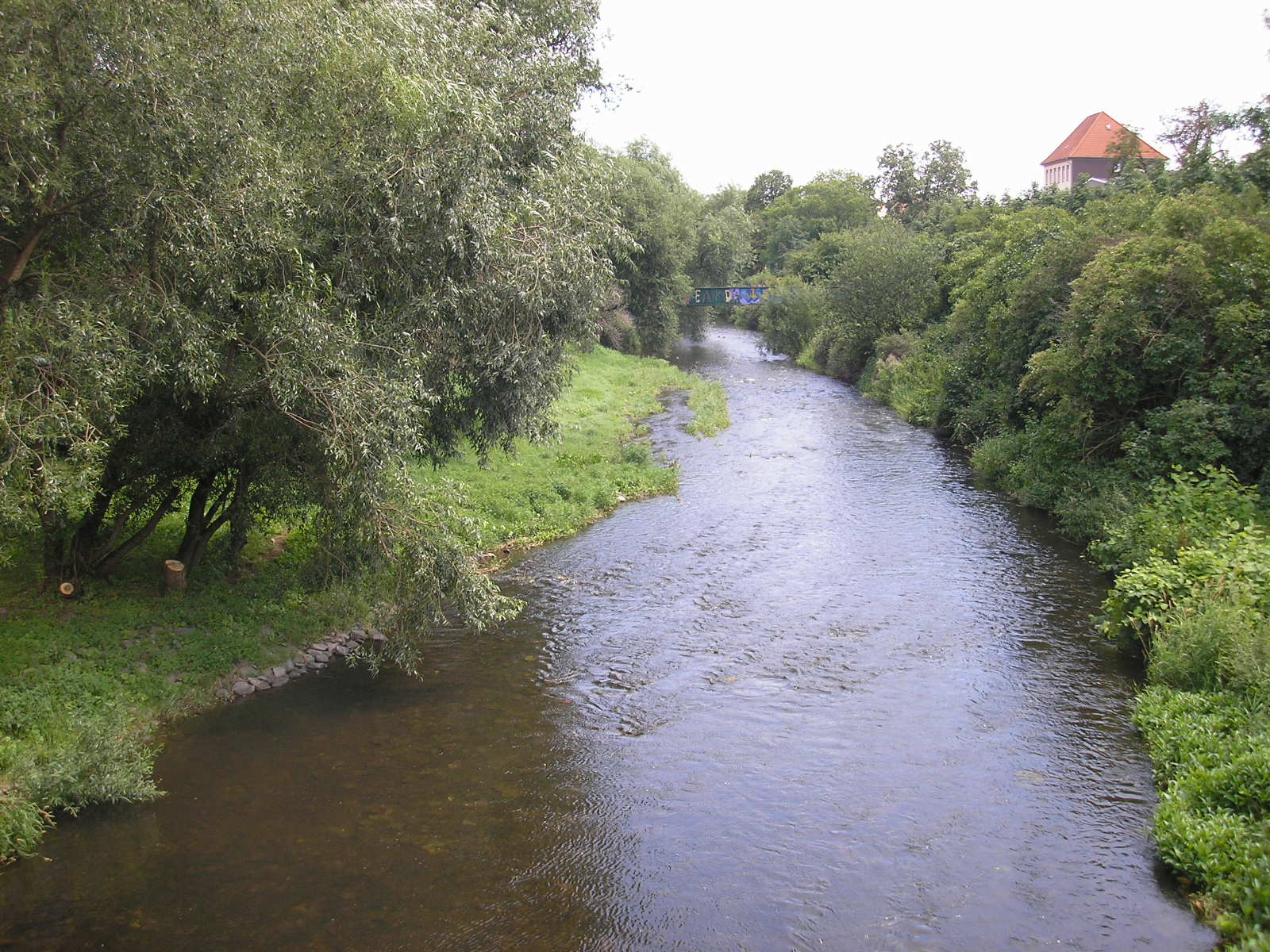
措爾格河

措爾格河（德語：Zorge），是德國的河流，位於該國西北部，由下薩克森州負責管轄，屬於黑爾默河的左支流，河道全長40公里，流域面積357平方公里。